# Cervesina
Cervesina là một đô thị ở tỉnh Pavia trong vùng Lombardia của Ý, có cự ly khoảng 45 km về phía nam của Milan và khoảng 15 km về phía tây nam của Pavia. Tại thời điểm ngày 31 tháng 12 năm 2004, đô thị này có dân số 1.186 người và diện tích là 12,5 km².
Cervesina giáp các đô thị sau: Corana, Mezzana Rabattone, Pancarana, Voghera, Zinasco.